# Anna Maria Borowska
Anna Maria Borowska (ur. 20 lipca 1928 w Łużkach, zm. 10 kwietnia 2010 w Smoleńsku) – polska działaczka społeczna, wiceprzewodnicząca Rodziny Katyńskiej w Gorzowie Wielkopolskim.

## Życiorys
Córka Wiktorii z domu Kośnikowskiej i podporucznika Franciszka Popławskiego, od 1924 oficera Korpusu Ochrony Pogranicza w Łużkach, zamordowanego w 1940 w Katyniu. Miała rodzeństwo: Henryka, Annę, Jana i Reginę. W kwietniu 1940 wywieziona jako dziecko wraz z rodziną (babką, matką i rodzeństwem) do Kazachstanu, gdzie mieszkali i pracowali w miejscowości Buras w obwodzie pawłodarskim, wróciła do Polski w maju 1946. Po przyjeździe osiadła w Łobezie pod Szczecinem, gdzie zatrzymał się wiozący jej rodzinę pociąg z ZSRR; tam też pracowała w PGR i 1952 wyszła za mąż za Stanisława Borowskiego (1925-2002), z którym miała syna Franciszka. Od 1962 zamieszkiwali na obrzeżach Gorzowa Wielkopolskiego, gdzie przy domu hodowali zwierzęta, ponadto Anna Borowska ukończyła kurs zawodowy i pracowała jako dozorca oraz palacz (później w podobnym charakterze zatrudniony był jej mąż), zaś na emeryturze oboje na zmianę pracowali jako dozorcy w biurze Urządzania Lasu i Geodezji Leśnej.
Była wiceprzewodniczącą Rodziny Katyńskiej w Gorzowie Wielkopolskim, działała w Związku Sybiraków, Apostolstwie Maryjnym, dbała o estetykę gorzowskich pomników katyńskiego i Sybiraków, czynnie brała udział w uroczystościach państwowych, kwestach.
W 2007 została przez prezydenta Lecha Kaczyńskiego odznaczona Złotym Krzyżem Zasługi.

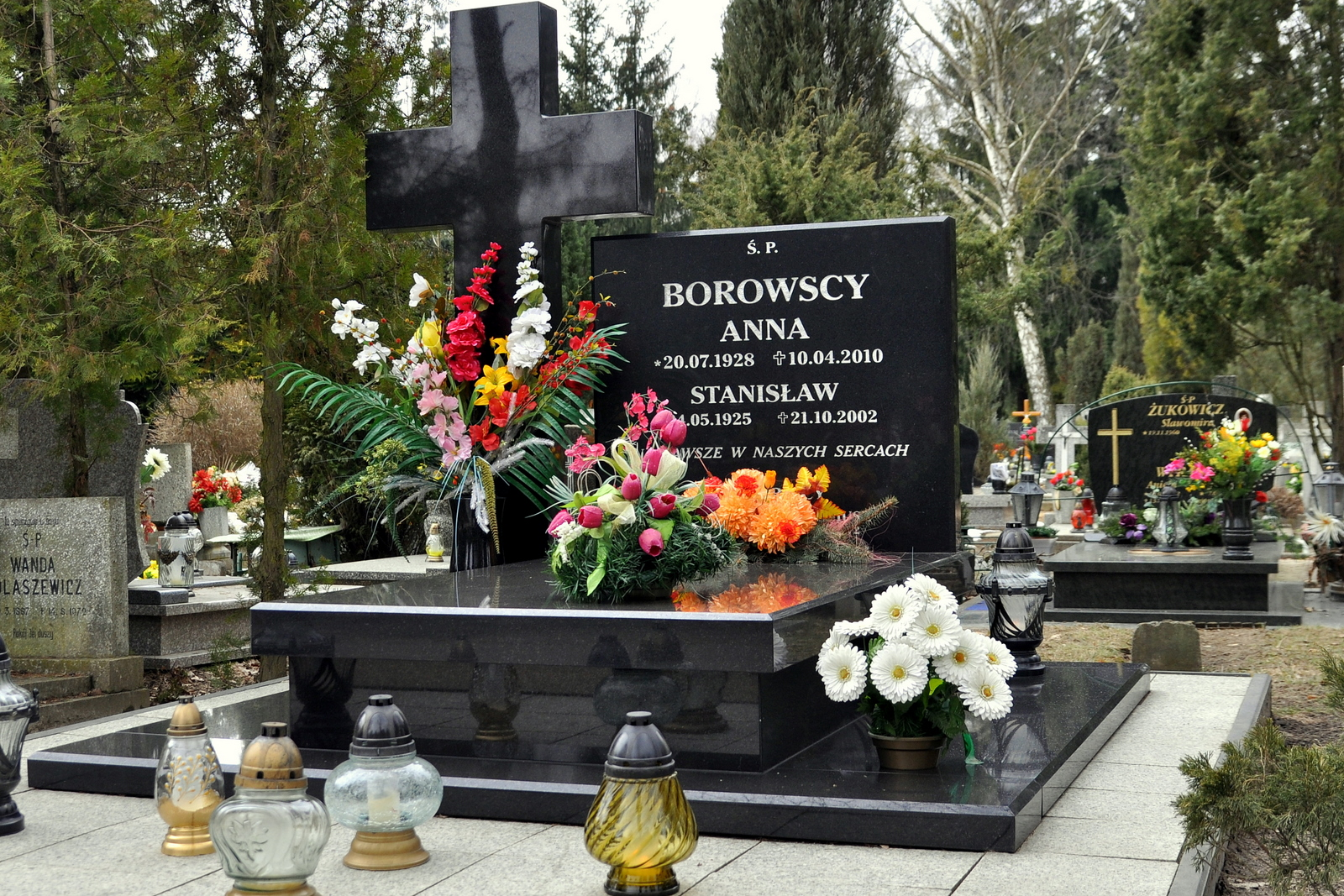
Grób Anny Borowskiej na cmentarzu w Gorzowie Wlkp.

Zginęła 10 kwietnia 2010 w katastrofie polskiego samolotu Tu-154 w Smoleńsku wraz ze swoim wnukiem Bartoszem Borowskim, w drodze na obchody 70. rocznicy zbrodni katyńskiej. 16 kwietnia została pośmiertnie odznaczona Krzyżem Kawalerskim Orderu Odrodzenia Polski. 20 kwietnia została pochowana wraz z Bartoszem Borowskim na Cmentarzu Komunalnym w Gorzowie Wielkopolskim.
1 kwietnia 2011 w kościele Najświętszego Serca Pana Jezusa przy ul. Chodkiewicza w Gorzowie Wielkopolskim w parafii pod tym wezwaniem odsłonięto tablicę pamiątkową upamiętniającą Annę Marię Borowską i Bartosza Borowskiego.
Jej ciało wraz z ciałem jej wnuka zostało ekshumowane 5 grudnia 2017 w związku z prowadzonym w Prokuraturze Krajowej śledztwem w sprawie katastrofy smoleńskiej.